# のだめオーケストラジオ
のだめオーケストラジオとは、2007年3月29日からアニメイトTVにて配信されていたテレビアニメ『のだめカンタービレ』に関連したインターネットラジオ番組。
2007年8月30日の更新で番組は終了したが同年9月20日から11月15日まで月一更新の特別番組として再開された。

## パーソナリティ
- 関智一（千秋真一役）
- 川田紳司（峰龍太郎役）

## スタッフ
- エグゼクティブプロデューサー：上玉利純宏
- プロデューサー：シバタミツテル、小川泰明
- アシスタントプロデューサー：横山巧、岩本麻耶子
- ディレクター：菊池晃一
- 構成：田原弘毅（Nan.Co.,Ltd）
- 制作：マルチックアイ、radix mobanimation
- 製作：フロンティアワークス

## コーナー
- Sオケ通信!

フリートークのコーナー。
- 裏軒・発見!

リスナーから隠れた名店を募集し紹介するコーナー。
- ウィーク・ポイント克服!

リスナーから苦手なもの、その克服方法を募集し紹介するコーナー。
- うちののだめ?

リスナーから身近にいる、のだめの登場人物に似た人物を募集し紹介するコーナー。
- オーケストラ入門!

クラシックやオーケストラの解説や豆知識を紹介するコーナー。

## ゲスト
- 第04回：川澄綾子（野田恵役）
- 第05回：松風雅也（黒木泰則役）
- 第06回：小林沙苗（三木清良役）
- 第08回：藤田圭宣（奥山真澄役）
- 第10回：生天目仁美（多賀谷彩子役）
- 第11回：諏訪部順一（菊地亨役）
- 特番第02回、第03回：川澄綾子（野田恵役）
- 特番第03回：藤原啓治（佐久間学役）